# Falling Away (пісня Меріон Райвен)
«Falling Away» – провідний сингл з альбому норвезької співачки Меріон Райвен «Set Me Free», вийшов у цифровому вигляді 11 квітня 2007 року в Канаді і європейському iTunes на лейблі Eleven Seven Music. Пісня вийшла в цифровому форматі в iTunes США 12 червня 2007 року. Сингл має дві обкладинки: одна для європейських країн і альтернативна обкладинка для видання в США. Сингл вийшов на радіо в більшості азійських країн, попри те, що альбом вийшов суто в США і Європі; до кінця 2007 року він досяг 2 місця в чартах Індонезії.

## Зміст
За словами Меріон, композиція «Falling Away» описує події, коли все може вийти з-під контролю, а також страх перед життям і смертю.

## Музичне відео
У музичному відео до «Falling Away» представлені кращі сноубордисти: Андреас Вііг (дворазовий золотий медаліст 07 «X Games», «Чемпіон Honda Vail Session 07», «Jumper of the Snowboarder Magazine»), Гана Біман (US Open Champion, X Games Silver Medalist, Transworld Magazine Female Rider of the Year) та Майкл Казанова (чемпіон Chamb Rail Jam Champion). У кліпі Меріон співає і грає як на акустичній, так і на електричній гітарі разом з DJ Ашба, в той час, як сноубордисти виконують різні трюки в повітрі. «Falling Away» – перша з пісень співачки, яка стала частиною конкурсу, в якому шанувальники відправляли відео своїх трюків зі сноубордами, щоб  ті з'явилися в офіційному музичному відео. Переможці виграли привабливі призи – подарунковий пакет, що включає пропуски і продукти від Vail Resorts, гірськолижного курорту Keystone, Vans та OIGO.
Співачка заявила в інтерв'ю для журналу EssenSIE, що її хлопець, Андреас Вііг, був головним джерелом натхнення для концепції музичного відео. Він з'являється в відео як один з сноубордистів.

## Список композицій

#### Видання iTunes
1. "Falling Away" - 3:29

#### Promo CD (Велика Британія та Німеччина)
- Break You
- Falling Away
- Here I Am

#### Promo CD (США)
- Falling Away

## Сприйняття
- Сингл «Falling Away» досяг п'ятірки в музичних чартах Нікарагуа, хоча сингл не виходив у Центральній Америці[3].
- Німецький сайт mix1.de дав «Falling Away» оцінку 6 з 8[4].